# Edward Connelly
Edward Connelly (New York, 30 dicembre 1859 – Hollywood, 21 novembre 1928) è stato un attore statunitense, attivo nell'era del cinema muto.

## Filmografia parziale
- A Good Little Devil, regia di Edwin S. Porter (1914)
- The Fall of the Romanoffs, regia di Herbert Brenon (1917)
- La lanterna rossa (The Red Lantern), regia di Albert Capellani (1919)
- The World and Its Woman, regia di Frank Lloyd (1919)
- In Old Kentucky, regia di Marshall Neilan (1919)
- False Evidence, regia di Edwin Carewe (1919)
- Easy to Make Money, regia di Edwin Carewe (1919)
- The Willow Tree, regia di Henry Otto (1920)
- Lo sciocco (The Saphead), regia di Herbert Blaché (1920)
- Cinderella's Twin, regia di Dallas M. Fitzgerald (1920)
- Dangerous to Men, regia di William C. Dowlan (1920)
- I quattro cavalieri dell'Apocalisse (The Four Horsemen of the Apocalypse), regia di Rex Ingram (1921)
- The Last Card, regia di Bayard Veiller (1921)
- La commedia umana (The Conquering Power), regia di Rex Ingram (1921)
- La signora delle camelie (Camille), regia di Ray C. Smallwood (1921)
- Gente onesta (Turn to the Right), regia di Rex Ingram (1922)
- Il prigioniero di Zenda (The Prisoner of Zenda), regia di Rex Ingram (1922)
- Trifling Women, regia di Rex Ingram (1922)
- Slave of Desire, regia di George D. Baker (1923)
- Il trio infernale (The Unholy Three), regia di Tod Browning (1925)
- La vedova allegra (The Merry Widow), regia di Erich von Stroheim (1925)
- Il torrente (Torrent), regia di Monta Bell (1926)
- Lo studente (Brown of Harvard), regia di Jack Conway (1926)
- Bardelys il magnifico (Bardelys the Magnificent), regia di King Vidor (1926)
- Anna Karenina (Love), regia di Edmund Goulding (1927)
- Il padiglione delle meraviglie (The Show), regia di Tod Browning (1927)
- Il principe studente (The Student Prince in Old Heidelberg), regia di Ernst Lubitsch e John M. Stahl (1927)
- Amore e mare (Across to Singapore), regia di William Nigh (1928)
- Amore di re (Forbidden Hours), regia di Harry Beaumont (1928)
- La donna misteriosa (The Mysterious Lady), regia di Fred Niblo (1928)
- Il cavalcatore del deserto (The Desert Rider), regia di Nick Grinde (1929)